# 王世杰
王 世杰（おう せいけつ）は、中華民国（台湾）の政治家・法学者。日中戦争（抗日戦争）に際しては中国国民党の抗日宣伝に従事し、国共内戦期に国民政府の外交部長をつとめた人物である。また、教育・文化振興においても重要な役割を果たした。字は雪艇。

## 生涯

### 民国初期の活動
清末は南路高等小学、湖北優級師範を経て省立天津北洋大学に入学した。武昌起義が勃発すると、武昌に戻り、革命派の都督府秘書に任ぜられている。1913年（民国2年）、イギリスに留学し、ロンドン大学政治経済学院（ロンドン・スクール・オブ・エコノミクス）に入学した。1917年（民国6年）、卒業して政治経済学士の学位を取得している。続いてフランスへ赴いてパリ大学に入学し、1920年（民国9年）に法学博士の学位を取得した。帰国後は国立北京大学で教官をつとめ、その傍ら、週刊誌『現代評論』を創刊した。
1927年（民国16年）6月、国民政府法制局局長に任命される。同年12月には、湖北省政府委員兼教育庁庁長に転じた。翌年10月、デン・ハーグで常設仲裁裁判所仲裁人に任命される。11月、立法院立法委員に任ぜられた。1929年（民国18年）3月、国立武漢大学校長となる。1931年（民国20年）12月、中国国民党第4期候補中央監察委員に選出された。

### 国民政府での活動
1933年（民国22年）4月、国民政府教育部部長に抜擢された。1935年（民国24年）6月、国立中央研究院第1期評議員となり、同年11月には国民党第5期候補中央監察委員に選出されている。1938年（民国27年）1月、教育部長を退任し、軍事委員会参事室主任に転じ、あわせて政治部指導委員に任ぜられた。同年6月には国民参政会秘書長にも任ぜられている（1943年9月まで）。翌1939年（民国28年）11月、国民党中央宣伝部部長に任ぜられて抗日宣伝に従事し、1942年（民国31年）12月までこの地位にあった。また、1941年（民国30年）から1943年までは、中央設計局秘書長も兼任している。1943年4月、三民主義青年団第1期中央監察会監察に任ぜられ、翌1944年（民国33年）11月には中央宣伝部部長に再任している。
1945年（民国34年）5月、王世杰は第6期国民党中央監察委員に再選され、同年7月、行政院長に就任した宋子文の後任として外交部長に任ぜられた。その翌月、宋に随従してソ連を訪問し、中ソ友好同盟条約に調印した。帰国後、重慶での中国共産党との双十協定の交渉に従事している。1946年（民国35年）7月のパリ講和会議に代表団団長として出席し、翌年9月の第2期国連総会と1948年（民国37年）9月の第3期国連総会で、それぞれ首席代表をつとめている。このほか、制憲国民大会と行憲国民大会で代表となり、1948年3月には第1期中央研究院院士となった。同年12月、外交部長を離任し、呉鉄城が後任となる。

### 台湾での活動
蔣介石が台湾に逃れると、王世杰もこれに随従し、1950年（民国39年）3月、総統府秘書長に任ぜられた。1952年（民国41年）10月、第7期国民党中央評議委員（第8期～第12期も連続就任）となり、1958年（民国47年）7月、行政院政務委員に任ぜられた。また、国連総会でも代表を何度かつとめている。
1962年（民国51年）4月、中央研究院院長に任ぜられる。この間、国立故宮・中央博物院両院共同理事会常務理事、国立故宮博物院管理委員会常務委員、中華文化復興運動推行（推進）委員会常務委員なども兼任した。1970年（民国59年）4月、院長を辞任し、総統府資政に転任した。1981年（民国70年）4月21日、台北市にて病没。享年91（満90歳）。

## 著作
- 『比較憲法』
- 『中國奴婢制度史』
- 『故宮名畫三百種』（主編）
- 『藝苑遺珍』（主編）

## 注
1. 1 2  徐主編（2007）、79頁。
2. 1 2 3  劉国銘主編（2005）、143頁。
3. 1 2 3 4  徐主編（2007）、80頁。
4. ↑  この年の2月の時点で、王世杰は周恩来と和平や共産党の政府参加について交渉を行っていた。
5. ↑  劉国銘主編（2005）、143-144頁。
6. 1 2  劉国銘主編（2005）、144頁。